# طفل الصبار (فلم رسوم متحركة)
طفل الصبار (The Cactus Kid) هو فيلم رسوم متحركة أمريكي قصير لـميكي ماوس صدر لأول مرة في 10 مايو/أيار 1930، كجزء من سلسلة أفلام ميكي ماوس.  كان هذا هو الفيلم القصير الثامن عشر لميكي ماوس الذي يتم إنتاجه، والثالث لعام 1930. 
يضم طاقم عمل الرسوم المتحركة ميكي، وميني في دور نادلة في الكانتينا (نوع من الحانات في أمريكا اللاتينية)، ودنجل في دور الشرير "دنجل بيدرو"، وأبو طويلة في دور حصان ميكي.
يتضمن هذا الفيلم القصير عددًا من الأحداث الأولى والأخيرة الجديرة بالملاحظة: فهو أول فيلم قصير مع مارسيليت جارنر بصوت ميني ماوس، والمرة الأولى في فيلم كرتوني لميكي ماوس التي يظهر فيها دنجل بساق خشبية . وهو أيضًا آخر فيلم قصير يخرجه والت ديزني خلال السنوات الخمس القادمة.

## حبكة

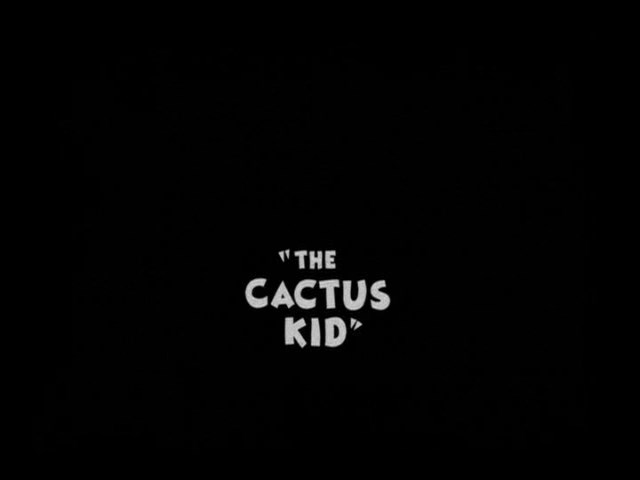
شارة البداية

يركب ميكي حصانه حتى يصل إلى مقهى مكسيكي، حيث يجد ميني تعمل كنادلة. يرقص ويلعب بالملاعق لتسليتها، ولكن عندما يلمس أنفها بوقاحة، تغضب بشدة، وتوبخه باللغة الإسبانية ثم تضربه بالمصابيح والزجاجات. يكسب رضاها مرة أخرى من خلال أداء رقصة سخيفة والعزف على البيانو. يظهر دنجل، وهو رجل قبيح، يرقص في الكانتينا ويمسك بذراع ميني، ويأخذ بعض البيرة ويطلب منها قبلة. يقف ميكي في وجه المتنمر، وكلاهما يسحبان سلاحهما.
تنطفئ الأضواء، وينخرط ميكي ودنجل في معركة نارية شرسة. يخرج دنجل من الكانتينا ويداه حول ميني؛ ثم يمتطي حماره وينطلق بعيدًا. يحاول ميكي أن يتبع حصانه، لكنه ينتهي به الأمر مجرورًا خلف الحيوان، وقد تم وخزه بإبر الصبار. تمكن ميكي أخيرًا من اللحاق بدنجل وقفز على حماره، ثم لكمه في وجهه. يسقط دنجل من على المنحدر وتسحقه صخرة كبيرة. ميكي وميني والحصان يلوحون وداعًا لدنجل ثنائي الأبعاد.

## إنتاج
هذا الكارتون هو الأول الذي يظهر فيه مارسيليت جارنر بصوت ميني ماوس.  وتقول في كتابها "العمل مع والت: مقابلات مع فناني ديزني" :
في أحد الأيام، ذهبت [بيرت جيليت] إلى قسم التلوين وأراد والت ديزني أن يعرف إن كان أي شخص يستطيع التحدث بالإسبانية. فقلت له: "حسنًا، لا أستطيع التحدث بها، ولكنني أستطيع قراءتها". فقالت مارغ رالستون إنها تستطيع ذلك أيضًا، فأخذونا إلى استوديو الصوت الذي كان في ذلك الوقت في ميلروز. وعندما وصلنا إلى هناك، قالوا لنا إنهم آسفون، ولكنهم استأجروا امرأة مكسيكية للقيام بذلك... لكنهم قالوا إنهم يريدون من ميني أن تغني وهل يرغب أي منا في تجربة الغناء. كنا خائفين للغاية، ولكنني قلت إنني سأفعل بالتأكيد. فقالت مارغ إنها لن تفعل وهذا كل ما في الأمر. ومن الواضح أن صوتي كان مناسبًا للشخصية.
استمرت غارنر في الأداء الصوتي لميني حتى عام 1941، عندما غادرت الاستوديو. 
يظهر دنجل بساق خشبية، وقد شوهد بساقين في فيلم راعي البقر الراكض وستيمبوت ويلي لعام 1928، كان هذا ظهوره الأول بساق خشبيةفي فيلم رسوم متحركة لميكي ماوس.  في هذه القصة القصيرة، يأخذ اسم دنجل بيدرو.  يتحدث دنجل لأول مرة في هذا الفيلم. 
يظهر أبو طويلة في هذا الفيلم، مرتديًا قبعة البولينج المميزة له، لكنه لا يزال يتصرف مثل الحصان، ولم يصل بعد إلى تصميمه النهائي. سيصبح حيوانًا مجسَّمًا في فيلم الشيندينج . 
هذا هو آخر فيلم أخرجه والت ديزني حتى عودته المخيبة للآمال بعد خمس سنوات بفيلم من سلسلة سيمفونيات سخيفة القصير اللمسة الذهبية . 
في فيلم طفل الصبار ، عمل رسامو الرسوم المتحركة لأول مرة على مطابقة الحركة مع الموسيقى التصويرية المسجلة مسبقًا، مما سمح بمزامنة أكبر من الرسوم المتحركة السابقة. 

## ممثلون صوتيون
- ميكي ماوس: والت ديزني
- ميني ماوس: مارسيليت جارنر
- دنجل بيدرو ذو الأرجل الخشبية: ممثل غير معروف
- الحمار: ممثل غير معروف
- أبو طويلة: ممثل غير معروف

## استقبال
ذكرت صحيفة ذا فيلم دايلي (22 يونيو 1930): "فيلم كوميدي آخر من الدرجة الأولى من إنتاج والت ديزني، وهو من أفضل الأفلام على الإطلاق. تم دمج المؤثرات الصوتية في الإبداعات المرسومة بالقلم والحبر بطريقة تجعل النتيجة أكيدة ومضحكة، ناهيك عن الطبيعة الفريدة وغير العادية للأداء." 